# 錫貝丘 (亞利桑那州)
錫貝丘（英語：Cibecue）是位於美國亞利桑那州納瓦霍縣的一個人口普查指定地區。根據2010年美國人口普查，該地人口為1713人，而該地的面積約為15.47平方千米。

## 地理
錫貝丘的座標為34°02′23″N 110°29′08″W / 34.03972°N 110.48556°W，而該地最高點為海拔高度1500米（即4920英尺）。